# Dallara 188
Chronologie des modèles (1988)
Dallara 3087 Dallara 189
La Dallara 188 est la monoplace de Formule 1 conçue par Dallara et engagée par l'écurie italienne Scuderia Italia, dans le cadre du championnat du monde de Formule 1 1988. Pilotée par l'Italien Alex Caffi, elle remplace la 3087, monoplace de Formule 3000 engagée par la nouvelle écurie pour disputer le premier Grand Prix de la saison, au Brésil. La 188 s'en distingue par un moteur Ford-Cosworth de 585 chevaux, soit 90 de plus que celui de la 3087.

## Historique
La 188 est engagée à partir du Grand Prix de Saint-Marin, deuxième manche de la saison. Caffi se qualifie en vingt-quatrième position, à sept secondes de la pole position d'Ayrton Senna. Lors de la course, l'Italien abandonne au dix-huitième tour à la suite d'un problème de boite de vitesses,. À Monaco, alors qu'il occupe la dix-septième place sur la grille, il est percuté par un concurrent au départ et tape le rail, l'obligeant à abandonner,. Le Grand Prix suivant, au Mexique, n'est pas plus fructueux puisque Caffi, élancé depuis la vingt-troisième position, percute la Ligier de René Arnoux dans la deuxième moitié de l'Autódromo Hermanos Rodríguez, provoquant l'abandon des deux pilotes. Avec trente-et-un engagés pour le Grand Prix du Canada, une séance de préqualification est organisée, et Caffi, réalisant un meilleur tour plus lent d'une seconde que les autres monoplaces de fond de grille, ne peut participer au reste du week-end de Grand Prix.
Il faut attendre la sixième manche de la saison, le Grand Prix de Détroit pour que l'écurie italienne termine pour la première fois de son histoire un Grand Prix de Formule 1, Caffi finissant huitième et avant-dernier, à deux tours de Senna. L'Italien occupe même un temps la sixième place, synonyme d'entrée dans les points, avant d'être dépassé par Pierluigi Martini et Yannick Dalmas. En France, il qualifie sa modeste 188 en quatorzième position avant de terminer douzième de la course, à deux tours du vainqueur Alain Prost,. Au Grand Prix de Grande-Bretagne, vingt-et-unième des qualifications, Caffi effectue quelques dépassements pour terminer onzième, à un tour de Senna,. À Hockenheim, en Allemagne, Caffi reste dans le ventre mou du peloton et finit quinzième.
La fin de la saison européenne permet davantage encore à Caffi de montrer son potentiel : en Hongrie, sur le tracé du Hungaroring qui semble convenir à la 188, il effectue le dixième temps qualificatif, à deux secondes de Senna, sa meilleure performance dans cet exercice cette saison. S'il parvient à conserver cette position en début de course, son moteur Ford-Cosworth explose au vingt-deuxième tour,. Au Grand Prix de Belgique, Caffi profite des nombreux abandons de ses rivaux pour finir huitième, à un tour de Senna. En Italie, auteur du vingt-et-unième temps des qualifications, il abandonne au vingt-quatrième tour sur problème électrique,. Lors de l'épreuve suivante, disputée au Portugal, Caffi, parti de la dix-septième position sur la grille, hisse sa modeste monoplace à la septième place finale, à un tour de Prost, réalisant sa meilleure performance en course de la saison,. Ensuite, au Grand Prix d'Espagne, il termine dixième, encore à un tour du Français.
Les deux dernières manches du championnat s'avèrent plus contrastées : pour le Grand Prix du Japon, Alex Caffi est vingt-et-unième des qualifications à 5,1 secondes d'Ayrton Senna. En course, il stagne en queue de peloton et est victime d'un accident au bout de vingt-deux tours,. Enfin, en Australie, luttant avec les dix premiers, l'embrayage de sa Dallara 188 se casse au trente-deuxième tour de la course après avoir réalisé, la veille, le onzième temps des qualifications, à trois secondes de Senna,.
À l'issue de la saison, la Scuderia Italia, malgré des performances plutôt prometteuses, ne marque aucun point et se classe douzième du championnat des constructeurs.

## Engagement hors-championnat du monde
En décembre 1988, la Dallara 188 est engagée au Trofeo Indoor di Formula 1, une épreuve d'exhibition organisée en marge du Motor Show de Bologne, une exposition internationale reconnue par l'Organisation internationale des constructeurs automobiles qui se tient dans les salons de la foire de Bologne. Bien que l'épreuve soit baptisée indoor, la piste, d'une longueur de 1 360 mètres, est située à l'extérieur des locaux de l'exposition. Seules des écuries italiennes prennent part à l'édition inaugurale de cette « compétition-spectacle » qui leur permet de se présenter devant leur public national et est un moyen pour les directeurs d'écurie de nouer des contacts avec d'éventuels partenaires financiers pour compléter leur budget pour la saison à venir.
La Scuderia Italia engage, sur Dallara 188, son titulaire Alex Caffi,. La Scuderia Minardi engage deux monoplaces M188 confiées à ses pilotes titulaires en championnat du monde, Pierluigi Martini et Luis Pérez-Sala, le seul pilote non italien engagé,. Nicola Larini, pilote titulaire chez Osella conduit une Osella FA1L. First Racing, la seule écurie qui ne dispute pas le championnat du monde de Formule 1 mais le championnat intercontinental de Formule 3000 confie sa monoplace à Gabriele Tarquini, qui pilotait en Formule 1 pour Coloni. Eurobrun, qui s'est séparée de ses deux pilotes à l'issue de la saison régulière, fait appel à Fabrizio Barbazza, qui n'a encore jamais piloté de monoplace de Formule 1 mais courait en CART aux États-Unis et en Formula Nippon au Japon.
Lors des essais libres du 7 décembre, Caffi réalise le meilleur temps, en 57 s 13. Lors du warm-up (une session d'échauffement) du 8 décembre, l'Italien réalise à nouveau la meilleure performance, en 58 s 48. La compétition se tient le 8 décembre, et comporte trois manches. Caffi est éliminé en demi-finales par Pierluigi Martini, après avoir battu Nicola Larini lors de la première manche,.

## Résultats en championnat du monde de Formule 1
| Saison | Écurie              | Moteur               | Pneumatiques | Pilotes    | Courses | Courses | Courses | Courses | Courses | Courses | Courses | Courses | Courses | Courses | Courses | Courses | Courses | Courses | Courses | Courses | Points inscrits | Classement |
| Saison | Écurie              | Moteur               | Pneumatiques | Pilotes    | 1       | 2       | 3       | 4       | 5       | 6       | 7       | 8       | 9       | 10      | 11      | 12      | 13      | 14      | 15      | 16      | Points inscrits | Classement |
| ------ | ------------------- | -------------------- | ------------ | ---------- | ------- | ------- | ------- | ------- | ------- | ------- | ------- | ------- | ------- | ------- | ------- | ------- | ------- | ------- | ------- | ------- | --------------- | ---------- |
| 1988   | BMS Scuderia Italia | Ford-Cosworth DFZ V8 | Goodyear     |            | BRÉ     | SMR     | MON     | MEX     | CAN     | DET     | FRA     | GBR     | ALL     | HON     | BEL     | ITA     | POR     | ESP     | JAP     | AUS     | 0               | 12e        |
| 1988   | BMS Scuderia Italia | Ford-Cosworth DFZ V8 | Goodyear     | Alex Caffi |         | Abd     | Abd     | Abd     | Npq     | 8e      | 12e     | 11e     | 15e     | Abd     | 8e      | Abd     | 7e      | 10e     | Abd     | Abd     | 0               | 12e        |

Légende : ici 

## Résultats duTrofeo Indoor di Formula 1
|  | Quarts de finale | Quarts de finale  | Quarts de finale  |                 |                   | Demi-finales    | Demi-finales | Demi-finales |  |                  | Finale          | Finale | Finale    | Finale |
|  |                  |                   |                   |                 |                   |                 |              |              |  |                  |                 |        |           |        |
|  | Scuderia Italia  | Alex Caffi        | vainqueur         |                 |                   |                 |              |              |  |                  |                 |        |           |        |
|  | Osella           | Nicola Larini     | repêché           |                 |                   |                 |              |              |  |                  |                 |        |           |        |
|  | Osella           | Nicola Larini     | repêché           |                 | Scuderia Italia   | Alex Caffi      | vainqueur    |              |  |                  |                 |        |           |        |
|  |                  |                   |                   |                 | Scuderia Italia   | Alex Caffi      | vainqueur    |              |  |                  |                 |        |           |        |
|  |                  | Scuderia Minardi  | Pierluigi Martini | éliminé         |                   |                 |              |              |  |                  |                 |        |           |        |
|  | Scuderia Minardi | Scuderia Minardi  | Pierluigi Martini | éliminé         | Pierluigi Martini | vainqueur       |              |              |  |                  |                 |        |           |        |
|  | Scuderia Minardi |                   |                   |                 | Pierluigi Martini | vainqueur       |              |              |  |                  |                 |        |           |        |
|  | First Racing     | Gabriele Tarquini | éliminé           |                 |                   |                 |              |              |  |                  |                 |        |           |        |
|  | First Racing     | Gabriele Tarquini | éliminé           |                 |                   |                 |              |              |  | Scuderia Minardi | Luis Pérez-Sala |        | vainqueur |        |
|  |                  |                   |                   |                 |                   |                 |              |              |  | Scuderia Minardi | Luis Pérez-Sala |        | vainqueur |        |
|  |                  | Scuderia Italia   | Alex Caffi        |                 | finaliste         |                 |              |              |  |                  |                 |        |           |        |
|  | Scuderia Minardi | Scuderia Italia   | Alex Caffi        | Luis Pérez-Sala | finaliste         | vainqueur       |              |              |  |                  |                 |        |           |        |
|  | Scuderia Minardi |                   |                   | Luis Pérez-Sala |                   | vainqueur       |              |              |  |                  |                 |        |           |        |
|  | Eurobrun         | Fabrizio Barbazza | éliminé           |                 |                   |                 |              |              |  |                  |                 |        |           |        |
|  | Eurobrun         | Fabrizio Barbazza | éliminé           |                 | Scuderia Minardi  | Luis Pérez-Sala | vainqueur    |              |  |                  |                 |        |           |        |
|  |                  |                   |                   |                 | Scuderia Minardi  | Luis Pérez-Sala | vainqueur    |              |  |                  |                 |        |           |        |
|  |                  |                   | Osella            | Nicola Larini   | éliminé           |                 |              |              |  |                  |                 |        |           |        |
|  |                  |                   |                   | Nicola Larini   | éliminé           |                 |              |              |  |                  |                 |        |           |        |
|  |                  |                   |                   |                 |                   |                 |              |              |  |                  |                 |        |           |        |
|  |                  |                   |                   |                 |                   |                 |              |              |  |                  |                 |        |           |        |